# Lecceta di S. Fratello
Lecceta di S. Fratello este o arie protejată (arie specială de conservare — SAC, sit de importanță comunitară — SCI) din Italia întinsă pe o suprafață de 391 ha, integral pe uscat.

## Localizare
Centrul sitului Lecceta di S. Fratello este situat la coordonatele 37°57′08″N 14°37′04″E / 37.952222°N 14.617778°E.

## Înființare
Situl Lecceta di S. Fratello a fost declarat sit de importanță comunitară în septembrie 1995 pentru a proteja 5 specii de animale. Situl a fost protejat și ca arie specială de conservare în martie 2017.

## Biodiversitate
Situată în ecoregiunea mediteraneană, aria protejată conține 9 habitate naturale: Păduri de stejar alb estice, Păduri panonice-balcanice de stejar turcesc - stejar sesil, Păduri de fag din Apenini cu Taxus și Ilex, Păduri de Quercus ilex și Quercus rotundifolia, Păduri de Quercus suber, Râuri mediteraneene cu debit intermitent, cu specii de Paspalo-Agrostidion, Fânețe de joasă altitudine (Alopecurus pratensis, Sanguisorba officinalis), Galerii de Salix alba și de Populus alba, Pseudostepă cu ierburi și specii anuale de Thero-Brachypodietea.
La baza desemnării sitului se află mai multe specii protejate:
- păsări (2): șoim călător (Falco peregrinus), gaia roșie (Milvus milvus)
- nevertebrate (1): Euplagia quadripunctaria
- reptile (2): Emys trinacris, țestoasă bănățeană (Testudo hermanni)

Pe lângă speciile protejate, pe teritoriul sitului au mai fost identificate 25 de specii de plante, 2 specii de păsări, 4 specii de amfibieni, 90 de specii de nevertebrate, 10 specii de reptile.